# Pirro Maria Gonzaga (1646-1707)
Pirro Maria Gonzaga (16 ottobre 1646 – 21 luglio 1707) è stato un nobile e militare italiano.

## Biografia
Era figlio del principe Ottavio I Gonzaga, dei Gonzaga di Vescovato, e di Eleonora Pio di Savoia.
Ministro di Consiglio e ministro di Gabinetto nel I Governo ducale di Giuseppe da Varano. Vendette il feudo di Fontanetto alla Casa Savoia agli inizi del Settecento.

## Discendenza
Pirro Maria sposò nel 1665 Olimpia Grimani (1646-19 ottobre 1706), figlia di Antonio Grimani e di Elena Gonzaga, figlia di Ludovico Francesco Gonzaga, quarto marchese di Palazzolo e sorella del cardinale Vincenzo Grimani. Ebbero tredici figli:
- Francesca (1666-21 novembre 1716), dal 6 novembre 1687 secolare perpetua presso le Cappuccine di Mantova
- Ottavio II (1667-1709), letterato
- Beatrice (1668-13 settembre 1670)
- Beatrice Antonia (26 marzo 1669-22 aprile 1670)
- Antonio Domenico (28 maggio 1670-?), morto in tenera età
- Giovanni (29 settembre 1671-16 ottobre 1730), abate di Grazzano in Monferrato
- Maria Teresa (13 aprile 1673-1º febbraio 1727), dal 1º giugno 1704 monaca cappuccina suor Anna Beatrice in Mantova
- Gianfrancesco (1674-1720), militare
- Caterina (1676-7 maggio 1678)
- Antonia (1679-in tenera età)
- Caterina (1683-5 settembre 1686)
- Antonio (1689-16 gennaio 1690)
- Emilia (22 ottobre 1691-1762), sposò il 22 febbraio 1705 Ludovico Rangoni (m. 1762)

## Ascendenza
|                                                |                                                 |                                          | Genitori                                        |  |  | Nonni |  |  | Bisnonni                          |  |  | Trisnonni                                    |  |
|                                                |                                                 |                                          |                                                 |  |  |       |  |  | Guido Sforza Gonzaga di Vescovato |  |  | Sigismondo II Gonzaga, marchese di Vescovato |  |
|                                                |                                                 |                                          |                                                 |  |  |       |  |  | Guido Sforza Gonzaga di Vescovato |  |  | Sigismondo II Gonzaga, marchese di Vescovato |  |
|                                                |                                                 | Lavinia Rangoni                          |                                                 |  |  |       |  |  | Guido Sforza Gonzaga di Vescovato |  |  |                                              |  |
| Pirro Maria Gonzaga di Vescovato               |                                                 |                                          |                                                 |  |  |       |  |  | Guido Sforza Gonzaga di Vescovato |  |  |                                              |  |
|                                                |                                                 | Elena Campiglia                          | Pietro Campiglia                                |  |  |       |  |  |                                   |  |  |                                              |  |
|                                                |                                                 | Elena Campiglia                          | Pietro Campiglia                                |  |  |       |  |  |                                   |  |  |                                              |  |
|                                                |                                                 | Elena Campiglia                          | …                                               |  |  |       |  |  |                                   |  |  |                                              |  |
| Ottavio I Gonzaga di Vescovato                 |                                                 | Elena Campiglia                          |                                                 |  |  |       |  |  |                                   |  |  |                                              |  |
|                                                |                                                 | Luigi Gonzaga di Palazzolo               | Luigi Gonzaga di Palazzolo                      |  |  |       |  |  |                                   |  |  |                                              |  |
|                                                |                                                 | Luigi Gonzaga di Palazzolo               | Luigi Gonzaga di Palazzolo                      |  |  |       |  |  |                                   |  |  |                                              |  |
|                                                |                                                 | Luigi Gonzaga di Palazzolo               | Felicita Guerrieri Gonzaga                      |  |  |       |  |  |                                   |  |  |                                              |  |
| Francesca Gonzaga di Palazzolo                 |                                                 | Luigi Gonzaga di Palazzolo               |                                                 |  |  |       |  |  |                                   |  |  |                                              |  |
|                                                |                                                 | Vittoria Pepoli                          | Cesare Pepoli, conte di Castiglione             |  |  |       |  |  |                                   |  |  |                                              |  |
|                                                |                                                 | Vittoria Pepoli                          | Cesare Pepoli, conte di Castiglione             |  |  |       |  |  |                                   |  |  |                                              |  |
|                                                |                                                 | Vittoria Pepoli                          | Giulia Bentivoglio                              |  |  |       |  |  |                                   |  |  |                                              |  |
| Pirro Maria Gonzaga di Vescovato               |                                                 | Vittoria Pepoli                          |                                                 |  |  |       |  |  |                                   |  |  |                                              |  |
|                                                | Enea Silvio Pio di Savoia, reggente di Sassuolo | Marco Pio di Savoia, signore di Sassuolo |                                                 |  |  |       |  |  |                                   |  |  |                                              |  |
|                                                | Enea Silvio Pio di Savoia, reggente di Sassuolo | Marco Pio di Savoia, signore di Sassuolo |                                                 |  |  |       |  |  |                                   |  |  |                                              |  |
|                                                | Enea Silvio Pio di Savoia, reggente di Sassuolo | Lucrezia Roverella                       |                                                 |  |  |       |  |  |                                   |  |  |                                              |  |
| Ascanio Pio di Savoia, principe di San Giorgio | Enea Silvio Pio di Savoia, reggente di Sassuolo |                                          |                                                 |  |  |       |  |  |                                   |  |  |                                              |  |
|                                                |                                                 | Barbara Turchi                           | Ippolito Turchi, I conte di Crespino e Ariano   |  |  |       |  |  |                                   |  |  |                                              |  |
|                                                |                                                 | Barbara Turchi                           | Ippolito Turchi, I conte di Crespino e Ariano   |  |  |       |  |  |                                   |  |  |                                              |  |
|                                                |                                                 | Barbara Turchi                           | Ippolita Tassoni                                |  |  |       |  |  |                                   |  |  |                                              |  |
| Eleonora Pio di Savoia                         |                                                 | Barbara Turchi                           |                                                 |  |  |       |  |  |                                   |  |  |                                              |  |
|                                                |                                                 | Enzo Bentivoglio, marchese di Scandiano  | Cornelio I Bentivoglio, marchese di Gualtieri   |  |  |       |  |  |                                   |  |  |                                              |  |
|                                                |                                                 | Enzo Bentivoglio, marchese di Scandiano  | Cornelio I Bentivoglio, marchese di Gualtieri   |  |  |       |  |  |                                   |  |  |                                              |  |
|                                                |                                                 | Enzo Bentivoglio, marchese di Scandiano  | Isabella Bendidio                               |  |  |       |  |  |                                   |  |  |                                              |  |
| Beatrice Bentivoglio                           |                                                 | Enzo Bentivoglio, marchese di Scandiano  |                                                 |  |  |       |  |  |                                   |  |  |                                              |  |
|                                                |                                                 | Caterina Martinengo Colleoni             | Francesco Martinengo Colleoni, conte di Malpaga |  |  |       |  |  |                                   |  |  |                                              |  |
|                                                |                                                 | Caterina Martinengo Colleoni             | Francesco Martinengo Colleoni, conte di Malpaga |  |  |       |  |  |                                   |  |  |                                              |  |
|                                                |                                                 | Caterina Martinengo Colleoni             | Beatrice Langosco                               |  |  |       |  |  |                                   |  |  |                                              |  |
|                                                |                                                 | Caterina Martinengo Colleoni             |                                                 |  |  |       |  |  |                                   |  |  |                                              |  |